# Libchyně
Libchyně település Csehországban, Náchodi járásban. Libchyně Slavoňov, Sendraž, Jestřebí, Mezilesí és Nové Město nad Metují településekkel határos. Lakosainak száma 72 fő (2024. január 1.).

## Népesség
A település lakosságának változását az alábbi diagram mutatja:
| Lakosok száma | 310  | 274  | 228  | 176  | 97   | 61   | 68   | 73   | 61   | 72   |
|               | 1869 | 1900 | 1921 | 1961 | 1980 | 2011 | 2016 | 2019 | 2021 | 2024 |